# Bhokraha (Sunsari)
Pour les articles homonymes, voir Bhokraha.
Bhokraha (en népalais : भोक्राहा) est un comité de développement villageois du Népal situé dans le district de Sunsari. Au recensement de 2011, il comptait 19 415 habitants.